# Południowy Park Narodowy
Południowy Park Narodowy (ang. Southern National Park) – park narodowy w zachodniej części Sudanu Południowego założony w 1939, kiedy tereny te były częścią Sudanu Anglo-Egipskiego. Obejmuje obszar 23 000 km², głównie sawanny (sawanna drzewiasta). Położony jest na zachód od miasta Rumbek, w regionie Bahr el Ghazal. Na terenie parku znajdują się niewielkie wzniesienia.
Cały obszar Południowego Parku Narodowego jest ostoją ptaków IBA; na obszarze tym można zaobserwować takie gatunki ptaków, jak m.in.: pustułka rdzawa, turak białoczuby, żołna czerwonogardła z rodzaju Merops, dzierlatka rdzawa z rodzaju Galerida, chwastówka lisia z rodzaju Cisticola i błyszczak spiżowosterny z rodzaju Lamprotornis.
Ssaki na terenie parku to m.in.: słoń afrykański, lew afrykański, żyrafa, likaon pstry, bawół afrykański, bawolec krowi, kob śniady i ridbok zwyczajny. Park słynął zresztą z wysokiej populacji dużych ssaków, których liczba w wyniku kłusownictwa w trakcie pierwszej i drugiej wojny domowej w Sudanie znacząco spadła. W 1980 populacja słonia afrykańskiego wynosiła około 15 400 sztuk, bawołu afrykańskie około 75 800 sztuk, żyrafy około 2100 sztuk natomiast bawolca krowiego około 14 900 sztuk.
Park przecinany jest przez trzy rzeki: Sue (jest zachodnią granicą parku), Ibbę (przecina park pośrodku) i Maridi (we wschodniej części parku). W ich wodach można natrafić na takie ryby, jak: dwudyszne, gymnarchus nilowy i tilapie.